# Garibald al longobarzilor
Garibald (n. 665 d.Hr. – d. 671 d.Hr.) a fost pentru scurtă vreme rege al longobarzilor, în anul 671.
Garibald era fiul lui Grimoald I, rege al longobarzilor și duce de Benevento, cu Theodota, fiica fostului rege Aripert I al longobarzilor.
După moartea tatălui său din 671, Garibald a domnit pentru o scurtă perioadă de trei luni de zile, până când tot mai numeroșii aderenți ai unchiului său pe linie maternă, Perctarit, care fusese exilat de către Grimoald cu 9 ani în urmă, l-au ales pe acesta, depunându-l pe tânărul rege. 